# Emanuele Inglese
Emanuele Inglese (Roma, 31 maggio 1976) è un disc jockey e producer italiano.

## Biografia
Ha iniziato la carriera da dj a Roma. È stato dj resident del Muccassassina (1997) fino al 2002. Successivamente è stato uno dei protagonisti di Scandalo al PalaCisalfa di Roma. La sua selezione è strettamente House e legata alle sonorità più elettroniche.
Ha collaborato, nel 2002, alla creazione del Diabolika. È stato dj resident all'NRG di Ciampino (Roma) per il party Diabolika, trasmesso in diretta su M2o ogni sabato notte dalla mezzanotte alle 5 del mattino. È inoltre guest all'Amnesia, all'Alcatraz, al Rolling Stone e ai Magazzini Generali (Milano), al Tenax (Firenze), al Alterego (Verona), al Q-Club di Zurigo (Svizzera), al Matis (Bologna), e al Cocoricò di Riccione. Nell'estate 2007 è resident per l'afterhours Diabolika presso lo Space di Ibiza.
Tra le produzioni musicali Saxtronic Love, su etichetta Paprika, il mix Keep lost, la compilation House People Vol.1 (Paprika Records), Stoned Age EP su (Fahrenheit Records). Per l'etichetta discografica Stereo Seven Plus ha prodotto Camdentown e il follow up "Camdenroad".
Nel 2007 è uscito il primo volume della compilation "Diabolika" con selezioni musicali curate da Emanuele. Nel corso del 2007 ha prodotto su GoDeeva il suo remix di Who's Afraid of Detroit di Claude Von Stroke. Nello stesso anno compone un nuovo singolo, Superpound, remixato da Danny Freakazoid.
A maggio 2008 pubblica Kubik Room per l'etichetta Polar Noise. A novembre 2008 è stato distribuito il singolo Ciriola.

## Discografia
- Saxtronic Love - Paprika
- Self Service Vladimir Luxuria Selfish - Paprika
- Soap to Skin feat. Michael K - Paprika
- Dark Inside feat. Michael K - Paprika
- The Wild Boyz feat. Mark Hanna - Paprika
- I don't wanna loose it feat. Micky G - Paprika
- Keep Lost - Paprika
- Too Loud & Phunklarique "WorkModulation EP"  - Paprika
- This side and that side - Vintage
- Dope Groove feat. D'Votion - Vintage
- House People Vol.1 - Paprika
- Can't get no more feat. Wendy Lewis (Cd1 & Cd2) - Paprika
- Stoned Age EP - Farenheit
- Emanuele Inglese Collection - Diamond
- Camden Town - Stereoseven
- Sunflower English man - GoDeeva
- Emanuele Inglese - Superpound - GoDeeva
- Diabolika vol.1 - mixed and selected by Emanuele Inglese - Time
- Claude Von Stroke - Who's Afraid of Detroit? (E.Inglese rmx) - GoDeeva
- Camden Road - Emanuele Inglese - StereoSeven
- One night in Amsterdam - English Man - Polar Noise
- Superpound - Emanuele Inglese - Go Deeva
- Kubic Room - Emanuele Inglese - Polar Noise
- Ciriola - Emanuele Inglese - Sphera Records
- Roulette - Emanuele Inglese - Material
- Stop File - Cichito (Emanuele Inglese RMX)